# If I Ain't Got You
If I Ain't Got You este cel de-al doilea disc single extras de pe albumul The Diary of Alicia Keys, al cântăreței de origine americană, Alicia Keys. Această melodie a fost lansată în luna februarie a anului 2004 și promovată de-a lungul acestuia. Textul acesteia vorbește despre importanța și valoarea iubirii. În ea Alicia insistă să spună că lucrurile importante în  viață nu sunt banii sau distracția ci iubirea.
Cântecul s-a bucurat de succes în clasamentele de specialitate din S.U.A., Billboard Hot 100 consemnându-i prezența constant. A reușit să obțină poziții de în top 10 în S.U.A. și în top 30 în Europa, iar în topul internațional al melodiilor R&B  a reușit să câștige primul loc. Datorită acestui succes, Alicia a câștigat un premiu Grammy la categoria Cea mai bună interpretare R&B.

## Videoclip
Videoclipul filmat in noiembrie 2003. realizat a fost de asemenea unul de succes, câștigând câteva premii internaționale. Acesta a fost regizat de către Diane Martel și o surprinde pe Alicia alături de iubitul său (interpretat de către rapperul Method Man). Cei doi se mută într-o nouă locuință, iar primul obiect adus în casă este un pian. După ce toate obiectele sunt aranjate, Keys începe să cânte la acest instrument, apoi este surprins momentul în care cei doi încep o discuție care se transformă într-un scandal. Melodia se oprește, dar imaginile continuă să ruleze. Iubitul Aliciei este arestat chiar în fața blocului unde cei doi stăteau. Keys vede acest moment dar preferă să nu se implice. În ultima parte a videoclipului ea se reîntoarce în apartament unde începe să plângă. Toate aceste imagini sunt împletite cu unele cadre în care artista este surprinsă cântând la pian, pe acoperișul unui imobil.